# Admiralty List of Radio Signals
Die Admiralty List of Radio Signals (ALRS, Admiralitätsliste der Funksignale) ist ein internationales Nachschlagewerk für den maritimen Funkverkehr.
Die Liste wird vom United Kingdom Hydrographic Office veröffentlicht und verkauft. Der Preis liegt bei etwa £ 50 pro Band.
Das Nachschlagewerk besteht aus sechs Teilen, von denen drei in mehrere Bände gegliedert sind:
| Ausgabe | Inhalt | Bände |
| ------- | --- | ----- |
| NP281   | Maritime Radiosender | 2     |
| NP282   | Funknavigation, Globales Navigationssatellitensystem, Differential Global Positioning System (DGPS), Zeitzeichen, Funknavigation | 1     |
| NP283   | Maritime Safety Information Services                                                                                             | 2     |
| NP284   | Meteorologische Beobachtungsstationen weltweit                                                                                   | 1     |
| NP285   | Global Maritime Distress and Safety System (GMDSS, Globales Seenot- und Sicherheitssystem)                                       | 1     |
| NP286   | Lotsendienste, Schiffsverkehrsdienste, Hafenbetreiber                                                                            | 8     |

Jedes Jahr erscheint eine aktualisierte Ausgabe der ALRS. Vorläufige Änderungen werden in den wöchentlichen Admiralty Notices to Mariners veröffentlicht.